# Nördlicher Rotenmannkopf
Der Nördliche Rotenmannkopf ist ein 3127 m ü. A. hoher Berggipfel des Umbalkamms in der Venedigergruppe in Osttirol (Österreich). Er liegt im Nordwesten Osttirols an der Gemeindegrenze zwischen St. Jakob in Defereggen und Prägraten am Großvenediger. Die Erstbesteigung des Nördlichen Rotenmannkopfs erfolgte am 17. August 1873 durch G. Hofmann mit J. Grill sen. und J. Berger. Von den Erstbesteigern erhielt der Gipfel den Namen Rothensäulkopf.

## Lage
Der Nördliche Rotenmannkopf bildet zusammen mit dem Südlichen Rotenmannkopf einen Doppelgipfel am Südgrat der Daberspitze, der bis zum Schwarzachtörl hinunterreicht. Der Südgrat der Daberspitze bildet dabei mehrere Dreitausendergipfel aus, wovon jedoch nur die zusammen als Rotenmannkopf oder Rotenmannköpfe bezeichneten Gipfel sowie die Schwarzachspitze benannt wurden. Der Nördliche Rotenmannkopf liegt zwischen der Daberspitze im Norden und der Südlichen Rotenmannspitze im Süden. Westlich des Nördlichen Rotenmannkopfs fällt der Berg zum Schwarzachtal der Schwarzach ab, östlich des Berggipfels liegt der Karbach, der das Hochkar des Dabertals entwässert und in den Daberbach mündet.

## Aufstiegsmöglichkeiten
Der Nördliche Rotenmannkopf ist ein alpinistisch zweitrangiger Gipfel. Er ist von der Clarahütte oder der Neuen Reichenberger Hütte über das Dabertal zugänglich, wobei der Aufstieg entlang des Südostgrats vom Schwarzachtörl aus (UIAA I) oder über das Hochkar entlang des Südostgrats erfolgen kann. Vom Schwarzachtal aus besteht die Möglichkeit über die Oberhausalm und das Schwarzachtörl aufzusteigen.